# Zakon Kleryków Regularnych Mniejszych
Zakon Kleryków Regularnych Mniejszych – karacziolanie lub adorniści, zakon rzymskokatolicki założony przez świętego Franciszka Caracciolo, błogosławionego Augustyna Adorno i Fabrizio Caracciolo w 1588 roku w Villa Santa Maria. Należy do rodziny zakonów Kleryków Regularnych. Mottem zgromadzenia jest Ad Maiorem Dei Resurgentis Gloriam, co oznacza Na większą chwałę Zmartwychwstałego. Skrótem zakonnym jest CRM.

## Historia
1 czerwca 1588 roku papież Sykstus V wyraża zgodę na powstanie nowego zakonu. Rok później, 9 kwietnia Augustyn Adorno i Franciszek Caracciolo składają profesję zakonną w kaplicy w Neapolu. Kilka dni po tym wydarzeniu zakonnicy wyjeżdżają do Hiszpanii w celu założenia tam pierwszych domów zakonnych. Mimo niepowodzenia, bracia nawiązują kontakty z wieloma innymi zakonami i ich przełożonymi. 29 września 1591 roku, w wieku 40 lat umiera Augustyn Adorno. Obowiązki zmarłego przejmuje Francis Caracciolo, który zostaje pierwszym Superiorem Generalnym zakonu. Rok później papież Klemens VIII oficjalnie zatwierdza powstanie nowego zakonu. Na początku nowego wieku Franciszek Caracciolo otwiera kolejne domy zakonne we Włoszech i w Hiszpanii. 11 czerwca 1606 roku zostaje otwarty dom Św. Łazarza w Lucina w Rzymie, który przez następne trzy wieki pozostaje domem-matką wszystkich domów zakonnych zgromadzenia. Dwa lata później, 4 czerwca 1608 roku podczas wigilii święta Bożego Ciała w Agnone umiera Franciszek Caracciolo. 8 października 1612 roku konstytucje zakonu przedstawione przez trzeciego z założycieli zakonu Fabrizio Caracciolo zostają oficjalnie zatwierdzone w liście apostolskim papieża Pawła V. Trzy lata później Fabrizio Caracciolo umiera.
W późniejszym okresie zakon angażuje się w proces beatyfikacyjny i kanonizacyjny Franciszka Caracciolo, który kończy się kanonizacją 24 maja 1807 roku. Do końca XVIII wieku zakon rozrasta się do 5 prowincji (3 we Włoszech i 2 w Hiszpanii) obejmujących około 50 domów zakonnych z całkowitą liczbą członków wahającą się między 700 a 800. Zakon angażuje się w pracy w parafiach oraz nauczaniu w szkołach i na uniwersytetach.
Wiek XIX przynosi poważne zmiany; likwidacje wielu domów zakonnych, całych prowincji, maleje liczba członków zgromadzenia.
Na początku 20. wieku zakon jest niewielką wspólnotą z ciążącym nad nią widmem likwidacji. Jednakże dzięki pomocy ówczesnych papieży, a w szczególności Benedykta XV zgromadzenie ponownie zaczyna się rozwijać; najpierw we Włoszech, następnie w Stanach Zjednoczonych, Niemczech i w Afryce. W 1930 roku na zaproszenie arcybiskupa Thomasa J. Walsha ojciec Michael De Angelis CRM zostaje kapelanem sióstr Filipinek w Morristown, w New Jersey, a następnie obejmuje probostwo w kościele św. Józefa w Lodi. 1 kwietnia 1962 roku w Ramsey zgromadzenie otwiera Dom Nauki, gdzie edukowani są przyszli księża. 6 czerwca 1989 roku zakon zostaje gospodarzem parafii Niepokalanego Poczęcia w Goose Creek w Południowej Karolinie.

## Strój zakonny
Zakonnicy noszą czarny habit z czarnym, skórzanym paskiem i kołnierzem, bez kaptura. W czasie misji dozwolone jest używanie habitu białego oraz paska skórzanego w kolorze białym lub czarnym.

## Państwa, w których obecny jest zakon
- Włochy
- Stany Zjednoczone
- Niemcy
- Filipiny
- Kenia
- Indie